# 신세진
신세진(申世鎭, 1992년 6월 24일 ~ )는 전 KBO 리그 한화 이글스의 투수이다.

## 한화 이글스시절
2015년에 입단하였다.

## 출신 학교
- 인천서화초등학교
- 상인천중학교
- 동산고등학교
- 경남대학교